# Natuurpark Salmonier
Het Natuurpark Salmonier (Engels: Salmonier Nature Park) is een park en natuurgebied op het eiland Newfoundland in de Canadese provincie Newfoundland en Labrador. Het natuurpark bestaat uit een 40 ha groot dierenpark dat aansluit op een 1.415 ha metend natuurreservaat.

## Omschrijving

### Dierenpark
Het natuurpark bevat binnen een zone van 40 ha verschillende afrasteringen waarbinnen allerhande in de provincie levende diersoorten ondergebracht zijn. Het gaat onder andere over elanden, kariboe, lynxen, vossen, uilen en otters. De dieren die er gehouden worden zijn dieren die gewond waren of wees geworden waren. Dieren die niet meer in de vrije natuur kunnen overleven blijven er hun leven lang, andere dieren blijven er totdat ze gerehabiliteerd zijn.
Anders dan in een klassieke dierentuin betreft het geen kooien of kleine, nagebootste omgevingen, maar grote afgerasterde stukken van echte natuur met dieren die in de omgeving thuishoren. Daarenboven is de functie puur educatief daar het park gratis toegankelijk is.
Aan de ingang van het park bevindt zich het eveneens gratis toegankelijke Wildlife Discovery Centre, waar bezoekers meer kunnen leren over het dierenleven van Newfoundland. Het dierenpark met bezoekerscentrum is toegankelijk voor eenieder tussen 1 juni en 10 oktober en wordt jaarlijks door 35.000 à 40.000 mensen bezocht, waaronder zo'n 5.000 schoolkinderen.

### Natuurreservaat
Achter het dierenpark, met andere woorden ten zuidoosten ervan, ligt een natuur- en wildernisreservaat. Dit ruim 14 km² grote gebied mag bezocht worden door wandelaars of mensen die willen kamperen in de vrije natuur. Hiervoor moeten ze wel eerst toestemming krijgen door aan de algemene parkingang een formulier in te vullen met hun gegevens waarin onder meer verklaard wordt zich aan de regels ter bescherming van de natuur te houden.
Het natuurgebied bevindt zich te midden van de Newfoundlandse boreale wouden en telt vele tientallen meren. Er zijn ook veengebieden evenals grotendeels onbegroeide rotsachtige gebieden. Het omvat tevens het brongebied van de rivier de Salmonier en huisvest 84 vogelsoorten, 15 zoogdierensoorten en 170 soorten van vaatplanten.

## Geschiedenis
Het park is opgericht in 1973 met als voornaamste doel jongeren meer in contact te brengen met de natuur en hen natuureducatie te verschaffen. Het opende officieel zijn deuren in 1978. Geleidelijk aan is het park daarnaast ook uitgegroeid tot een toeristische locatie.
Sinds 1998 is het 3 km lange wandelpad in het dierenparkgedeelte volledig uitgerust als een vlonderpad dat toegankelijk is voor zowel rolstoelen als kinderkoetsen. 

## Ligging
Het Natuurpark Salmonier bevindt zich centraal op het schiereiland Avalon op 17 km ten zuidwesten van Holyrood en ruim 50 km ten zuidwesten van de provinciehoofdstad St. John's. Het is bereikbaar via provinciale route 90 en ligt volledig aan de oostzijde ervan.
Vlak bij de parkingang ligt het kleine local service district Deer Park/Vineland Road in wat voor de rest een erg dunbevolkt gebied is. Het reservaatsgedeelte van het natuurpark grenst in het zuiden aan het enorme Wildernisreservaat Avalon.